# Leif Freij
Leif Roland Freij, född 29 mars 1943 i Malmö, död 17 juni 1998 i Malmö, var en svensk brottare. 
Freij började brottas i BK Kärnan, där han tog tre JSM-guld. Därefter brottades Freij för IK Sparta, där han även tog ett JSM-guld.
Freij tävlade för Sverige vid olympiska sommarspelen 1960 i Rom, där han slutade på 16:e plats i fjäderviktsklassen i grekisk-romersk stil. 1965 blev Freij nordisk mästare i fjädervikt. 1966 tog Freij både VM- och EM-silver, då tävlande för Björnekulla BK. Han tog även fyra SM-guld i fjädervikt: 1964, 1965, 1967 och 1968.
Leif Freij var brorson till Gustav Freij och kusin till Roland Svensson. Han fick 1966 motta Stora grabbars märke.